# Руські Бісарки
Ру́ські Біса́рки (рос. Русские Бисарки) — присілок в Зав'яловському районі Удмуртії, Росія.

## Населення
Населення — 1 особа (2010; 1 в 2002).
Національний склад станом на 2002 рік:
- росіяни — 100 %